# 正親町公仲
正親町公仲（おおぎまち きんなか、延文3年（1358年） - 応永10年（1403年）6月7日）は、室町時代前期の公卿。別名は裏辻公仲。法名は祐実。

## 官歴
- 時期不明：蔵人頭
- 永徳2年（1382年）：従三位、右中将、参議
- 永徳3年（1383年）：備中守
- 至徳元年（1384年）：正三位
- 嘉慶2年（1387年）：権中納言
- 明徳3年（1392年）：従二位
- 応永4年（1397年）：権大納言
- 応永7年（1400年）：正二位

## 系譜
- 実父：橋本実文
- 養父：正親町実綱
- 子：正親町実秀